# غراند فوركس
غراند فوركس هي مدينة في مقاطعة غراند فوركس في ولاية داكوتا الشمالية في الولايات المتحدة الأمريكية. وهي ثالث أكبر مدينة في الولاية بعد فارغو وبيسمارك

## التركيبة السكانية
حدّد مكتب تعداد الولايات المتحدة بيانات التركيبة السكانية لغراند فوركس في تعداد الولايات المتحدة. في ما يلي، التركيبة السكانية حسب تعدادي 2000 و2010.

### تعداد عام 2000
بلغ عدد سكان غراند فوركس 49,321 نسمة بحسب تعداد عام 2000، وبلغ عدد الأسر 19,677 أسرة وعدد العائلات 11,054 عائلة مقيمة في المدينة. في حين سجلت الكثافة السكانية 688 نسمة لكل كيلومتر مربع (1,781.9/ميل2). وبلغ عدد الوحدات السكنية 20,838 وحدة بمتوسط كثافة قدره 290.7 لكل كيلومتر مربع (752.9/ميل2).
وتوزع التركيب العرقي للمدينة بنسبة 93.35% من البيض و0.86% من الأمريكيين الأفارقة و2.75% من الأمريكيين الأصليين و0.96% من الأمريكيين ذوي الأصول الآسيوية و0.06% من سكان جزر المحيط الهادئ و0.58% من الأعراق الأخرى و1.44% من عرقين مختلطين أو أكثر و1.87% من الهسبانيون أو اللاتينيون من أي عرق.
بلغ عدد الأسر 19,677 أسرة كانت نسبة 29.9% منها لديها أطفال تحت سن الثامنة عشر تعيش معهم، وبلغت نسبة الأزواج القاطنين مع بعضهم البعض 43.2% من أصل المجموع الكلي للأسر، ونسبة 10% من الأسر كان لديها معيلات من الإناث دون وجود شريك، بينما كانت نسبة 3% من الأسر لديها معيلون من الذكور دون وجود شريكة وكانت نسبة 43.8% من غير العائلات. تألفت نسبة 31.4% من أصل جميع الأسر من عدة أفراد يعيشون في نفس المنزل ونسبة 8.5% كانت تتألف من شخص يعيش بمفرده يبلغ من العمر 65 عاماً أو أكثر. وبلغ متوسط حجم الأسرة المعيشية 2.31، أما متوسط حجم العائلات فبلغ 2.96.
بلغ العمر الوسطي للسكان 28.3 عاماً. وكانت نسبة 21.4% من القاطنين تحت سن الثامنة عشر، وكانت نسبة 16.7% بين الثامنة عشر والرابعة والعشرين عاماً، ونسبة 27.2% كانت واقعةً في الفئة العمرية ما بين الخامسة والعشرين والرابعة والأربعين عاماً، ونسبة 18% كانت ما بين الخامسة والأربعين والرابعة والستين، ونسبة 9% كانت ضمن فئة الخامسة والستين عاماً فما فوق. يوجد لكل 100 أنثى 101.4 ذكر، ويوجد لكل 100 أنثى في الثامنة عشر من عمرها فما فوق 99.3 ذكر.
بلغ متوسط دخل الأسرة في المدينة 34,194 دولارًا، أما متوسط دخل العائلة فبلغ 47,491 دولارًا. وكان متوسط دخل الذكور 30,703 دولارًا مقابل 21,573 دولارًا للإناث. وسجل دخل الفرد الخاص بالمدينة 18,395 دولارًا. وكانت نسبة 9.3% من العائلات ونسبة 14.6% من السكان تحت خط الفقر، وكان من هؤلاء نسبة 15% تحت سن الثامنة عشر ونسبة 7.7% في الخامسة والستين من العمر وما فوق.

### تعداد عام 2010
بلغ عدد سكان غراند فوركس 52,838 نسمة بحسب تعداد عام 2010، وبلغ عدد الأسر 22,260 أسرة وعدد العائلات 11,275 عائلة مقيمة في المدينة. في حين سجلت الكثافة السكانية 737 نسمة لكل كيلومتر مربع (1,908.8/ميل2). وبلغ عدد الوحدات السكنية 23,449 وحدة بمتوسط كثافة قدره 327.1 لكل كيلومتر مربع (847.2/ميل2).
وتوزع التركيب العرقي للمدينة بنسبة 89.67% من البيض و2.01% من الأمريكيين الأفارقة و2.87% من الأمريكيين الأصليين و2.23% من الأمريكيين ذوي الأصول الآسيوية و0.04% من سكان جزر المحيط الهادئ و0.73% من الأعراق الأخرى و2.45% من عرقين مختلطين أو أكثر و2.79% من الهسبانيون أو اللاتينيون من أي عرق.
بلغ عدد الأسر 22,260 أسرة كانت نسبة 24.3% منها لديها أطفال تحت سن الثامنة عشر تعيش معهم، وبلغت نسبة الأزواج القاطنين مع بعضهم البعض 37.3% من أصل المجموع الكلي للأسر، ونسبة 9.7% من الأسر كان لديها معيلات من الإناث دون وجود شريك، بينما كانت نسبة 3.7% من الأسر لديها معيلون من الذكور دون وجود شريكة وكانت نسبة 49.3% من غير العائلات. تألفت نسبة 34.8% من أصل جميع الأسر من عدة أفراد يعيشون في نفس المنزل ونسبة 8.6% كانت تتألف من شخص يعيش بمفرده يبلغ من العمر 65 عاماً أو أكثر. وبلغ متوسط حجم الأسرة المعيشية 2.21، أما متوسط حجم العائلات فبلغ 2.87.
بلغ العمر الوسطي للسكان 28.4 عاماً. وكانت نسبة 18.4% من القاطنين تحت سن الثامنة عشر، وكانت نسبة 24.7% بين الثامنة عشر والرابعة والعشرين عاماً، ونسبة 25.1% كانت واقعةً في الفئة العمرية ما بين الخامسة والعشرين والرابعة والأربعين عاماً، ونسبة 21.7% كانت ما بين الخامسة والأربعين والرابعة والستين، ونسبة 10.1% كانت ضمن فئة الخامسة والستين عاماً فما فوق. وتوزع التركيب الجنسي للسكان بنسبة 51.2% ذكور و48.8% إناث.

## أعلام
- تشارلز أ. ويست
- هنري هولت
- دوغ مكديرموت
- تايلر جونسون
- روجر كريستيان
- كام هيسكين
- دانيال مكينون
- لين أندرسون
- سام تشايلدرز
- غوردون كريستيان